# ناندوربار
ناندوربار (به انگلیسی: Nandurbar) یک منطقهٔ مسکونی در هند است که در بخش نندوربار واقع شده‌است. ناندوربار ۱۱٫۴۵ کیلومتر مربع مساحت و ۱۱۱٬۰۰۰ نفر جمعیت دارد و ۲۱۰ متر بالاتر از سطح دریا واقع شده‌است.